# یوکو ناتسویوشی
یوکو ناتسویوشی (انگلیسی: Yūko Natsuyoshi؛ زادهٔ May 1) بازیگر تئاتر، و صداپیشه اهل ژاپن است. وی از سال ۲۰۱۸ میلادی تاکنون مشغول فعالیت بوده‌است.